# Diga del Punt dal Gall

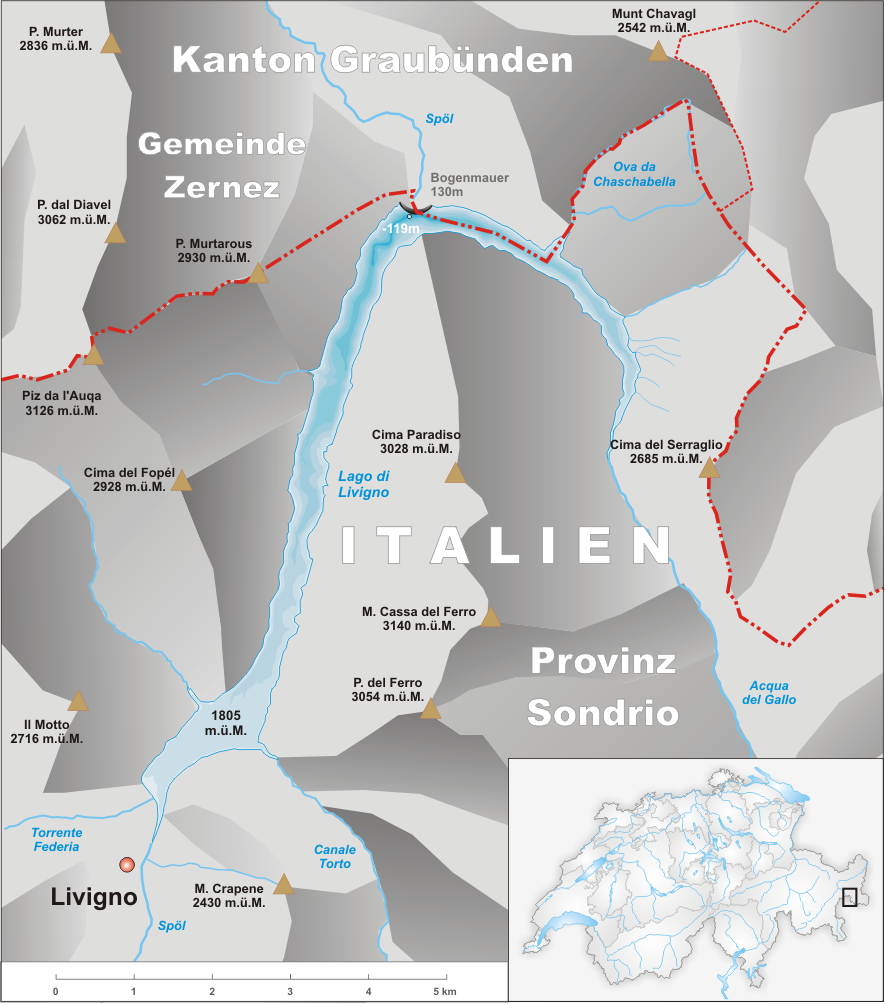
Mappa del lago, con la diga a nord

La diga del Punt dal Gall è una diga di tipo arco, posta metà sotto sovranità italiana e metà sotto sovranità svizzera.

## Storia
La diga è stata costruita tra il 1965 e il 1968 avendo come risultato l'ampliamento del Lago di Livigno. La Svizzera era interessata allo sfruttamento delle acque dell'Inn per scopi energetici, e per far ciò decise di costruire un lago artificiale nella valle dello Spöl (emissario del lago). Nel medesimo periodo l'Azienda Elettrica Milanese si interessò per le medesime ragioni delle potenzialità della Valle di Livigno e, nel 1942, presentò un progetto di tunnel per la deviazione in direzione dell'Adda di parte delle acque dell'Aqua Granda, attraverso un sistema di dighe a Cancano. Dopo un negoziato durato 10 anni vennero soddisfatte entrambe le nazioni (convenzione di Berna, datata 27.05.1957 e ratificata in Italia dalla legge 26.02.1958 n. 215).
Lo sbarramento è raggiungibile dall'Italia da Livigno, mentre dalla Svizzera dalla galleria Munt La Schera, costruita appositamente per la costruzione della diga, e poi convertita al traffico veicolare.